# Antoine de La Sale
Pour les articles homonymes, voir Antoine de La Salle et La Salle.
Antoine de La Sale, ou de La Salle, est un écrivain satirique français du XVe siècle.

## Biographie
Le lieu exact de sa naissance est incertain : il naquit en Provence, dans la région arlésienne, vers 1386 (son père est Bernardon de la Salle, dit Chicot, soldat mercenaire, l'"eschelleur" de villes dont nous parle Froissart dans ses Chroniques ; sa mère, Perrinette Damendel, était une simple paysanne).
Bâtard, il entra tôt à la cour d'Anjou. Il voyagea en Italie (en 1407 il était dans les Îles Lipari) ; en 1420 il se rendit dans les Marches et s'intéressa aux légendes des Monts Sibyllins (voir Sibylle) qu'il racontera dix-sept ans plus tard pour la duchesse de Bourbon Agnès de Bourgogne dans son Paradis de la reine Sibylle). Il fut attaché d'abord à Louis III, duc d'Anjou, roi de Sicile, qui le prit comme secrétaire de 1423 à 1434.
À la mort de ce prince, il passa au service du bon "roi" René d'Anjou. Il écrivit pour l'instruction de Jean dit "de Calabre", fils de René d'Anjou (qui se maria en 1437 à Angers avec Marie de Bourbon, fille d'Agnès de Bourgogne), la Salade, une œuvre pédagogique destinée à son éducation.
La période des voyages en Italie, terre des mythes, se termina en 1442 lorsque les Aragonais prirent Naples, brisant à jamais le rêve d'hégémonie des Angevins qui souhaitaient recouvrer l'héritage de la reine Jeanne de Provence.
En 1448, déçu, car il avait été peu rémunéré pour ses services, La Sale quitta René d'Anjou et vint dans le nord de la France, à la cour de Louis de Luxembourg, comte de Saint-Pol, futur connétable de Louis XI, qui le présenta peut-être à Philippe le Bon. Celui-ci avait alors donné asile au Dauphin (depuis Louis XI) fuyant la colère de son père. La Sale ne tarda pas à s'attirer les bonnes grâces de l'exilé, qui l'aurait invité à collaborer aux Cent Nouvelles Nouvelles (dont la 50e porte son nom).
La critique exclut pourtant cette interprétation. La Sale n'est pas l'auteur des Cent Nouvelles nouvelles et n'y collabora pas, même si effectivement la cinquantième de celles-ci (La Cinquantiesme Nouvelle par monseigneur de La Salle, premier maître d'hôtel de monseigneur le Duc) porte son nom.
La Salle, sa deuxième œuvre pédagogique est destinée à l'éducation des fils de Louis de Luxembourg, et Jehan de Saintré, son roman, remet en question ces valeurs du Moyen Âge que sont la chevalerie et la courtoisie. Il mourut vers 1462.

## Œuvre
On a de lui la Salade (qui inclut l'Excursion aux Îles Lipari et le Paradis de la reine Sibylle), la Salle et Le petit Jehan de Saintré, son roman. Une jeune veuve, Madame des Belles Cousines, éduque le page Saintré et lui enseigne les valeurs de la morale chrétienne. À côté d'enseignements "théoriques", elle lui donne aussi des conseils plus pratiques sur la manière de vivre et de se comporter à la cour : comment s'attirer les faveurs du roi Jean II de France, etc. À la fin, Madame le délaisse — Saintré est entre-temps devenu un chevalier valeureux — pour s'adonner aux plaisirs honteux qu'un moine, le damp Abbés (messire Abbé), lui offre. Ainsi se termine, en fabliau, ce récit commencé en toute dévotion romanesque à l'égard des femmes et dans lequel s'accolent et s'enchevêtrent de peu harmonieuse façon les deux conceptions de l'amour. La cour que La Sale décrit dans ce roman est déjà celle de la Renaissance, avec ses flatteurs et l'argent, qui prend de plus en plus d'importance.
Tenant apparemment nostalgique des vieilles coutumes, l'auteur écrivit également un Traité des anciens tournois et faits d'armes. Au XIXe siècle, on lui attribua aussi, mais à tort, les Cent Nouvelles nouvelles et les Quinze Joyes de Mariage, profondes et malicieuses satires inspirées des Quinze Joies de la Vierge.
- L'hystoyre et plaisante cronique du petit Jehan de Saintré de la jeune dame des belles cousines sans autre nom nommer, auecques deux autres petites hystoires de messire Floridan et la belle Ellinde, et l'extraict des croniques de Flandres, Phelippe Le Noir, Paris, 1523
- Jehan de Saintré, Le Livre de Poche, « Lettres gothiques », 1995 (commentaire biblio|édition et présentation de Joël Blanchard, traduction de Michel Quereuil, édition bilingue)
- Le Paradis de la reine Sibylle, trad. Francine Mora-Lebrun (Paris: Stock, 1983)